# Sărata-Galbenă
Sărata-Galbenă è un comune della Moldavia situato nel distretto di Hîncești di 5.695 abitanti al censimento del 2004

## Località
Il comune è formato dall'insieme delle seguenti località (popolazione 2004):
- Sărata-Galbenă (4.790 abitanti)
- Brătianovca (414 abitanti)
- Cărpineanca (199 abitanti)
- Coroliovca (91 abitanti)
- Valea Florii (201 abitanti)